# Manggala
Manggala (en : chinois : 忙哥剌 ; mongol : Мангала, ᠮᠠᠩᠭᠠᠯᠠ) était un prince de la dynastie chinoise Yuan dirigée par les Mongols. Il était le fils de l'empereur fondateur des Yuan, Kublai Khan.

## Biographie
Manggala est né vers 1242 de Kublai Khan et de sa principale épouse Chabi comme leur deuxième fils.  Il fut créé prince d'Anxi (安西王) par son père en 1272 et reçut un domaine dans le Shanxi.  L'année suivante, il reçut le titre supplémentaire de prince de Qin (秦王). Ses terres consistaient en de vastes terres contenant l'ancien royaume Tangut, le Sichuan et une partie du Tibet . Apparemment, il possédait deux tribunaux : un tribunal d'hiver à Jingzhao et une résidence d'été au mont Liupan. Il supervisait probablement les actions d'autres princes - Godan (fils d'Ögedei ), Wang Shixian (un prince Öngüt ), Jiqu Küregen, Chübei (fils d' Alghu ). Ses conseillers comprenaient Shang Ting, Li Dehui (1218-1280) et Zhao Bing (1222-1280). Ses palais ont été décrits par Marco Polo comme étant massifs.
Manggala était bouddhiste, mais il protégeait également l'école taoïste de Quanzhen et confirmait l'exonération fiscale du clergé. Il rejoint le combat contre Shiregi avec Bayan et d'autres rebelles en 1277. Bientôt en 1280, il mourut. La cause de sa mort n'est pas connue, mais un historien de l'ère Ming, Zheng Sixiao (zh), a affirmé qu'il avait été assassiné par Kublai.

## Famille
Il était marié à Qutui ou Putri, petite-fille ou nièce d'Alchi Noyan et avait deux ou trois fils et une fille :
1. Ananda (né en 1273, décédé en 1307) — Prince d'Anxi (1278-1307), prince de Qin (1278-1287)
2. Altan Buqa (mort en 1323) — Prince de Qin (1287-1289)
3. Arslan Buqa — attesté uniquement dans Jami al-Tawarikh[6]
4. Princesse Nugulan - a épousé son cousin germain Suolanha et a donné naissance à Shouton (mère de Kusala)